# 下江人
下江人指長江下游地區的人，包括江蘇、安徽、浙江、江西等省。
此词汇实际存在时间相当久远，早在明代以前即已被国人广泛使用和接受。明代冯梦龙作品《警世通言》第39卷福禄寿三星度世，其中有“这船无人偷我的。多时捕鱼不曾失了船，今日却不见了这船！不是下江人偷去，还是上江人偷我的。”,“看那江对岸,万籁无声;下江一带,又无甚船只。”。由此可见下江与上江仅仅是一个地理范畴而已。本身并无任何贬义或褒义成分。
在抗战时期，此词汇在某些特定地区因为当时特殊的历史背景出现一些新的不好的引申义。
比如重庆。因为当时长江下游地区许多民众沿长江逃难至长江上游地区（尤以逃至当时国民政府战时陪都重庆为多），而被当地人称为“下江人”。由于当时下江移民逃难途中常一贫如洗，到达重庆后只能从事低贱的体力劳动或充当民夫，因此，下江人这个词汇在重庆民间通常含有贬义。
每一地方所說的下江人的内含有所不同。
- 在四川（包括重慶），下江人是对川外长江中下游一带外省人的称呼，是对湖北、湖南、江西、安徽、江苏（包括原属江苏的上海）乃至浙江、福建各省人的统称。有時也延伸指所有外省人，例如昔日西康省位於四川之上游，仍稱下江人。在雲南、貴州大致有相同的含義。
- 在湖南、湖北，下江人是對长江下游一带外省人的称呼，包括江西、安徽、江蘇、浙江等省。
- 在貴州貴陽，下江人是對江浙一帶的人的稱呼，在當地話又叫老刀牌（舊時一種香煙牌子，即pirate牌）。